# Los Angeles Rams 1954
La stagione 1954 dei Los Angeles Rams è stata la 17ª della franchigia nella National Football League e la nona a Los Angeles Con un record di 6-5-1 la squadra non riuscì a fare ritorno ai playoff per il secondo anno consecutivo.

## Calendario
| Stagione regolare |                        |         |
| 1                 | at Baltimore Colts     | V 48–0  |
| 2                 | San Francisco 49ers    | P 24–24 |
| 3                 | at Detroit Lions       | S 21–3  |
| 4                 | at Green Bay Packers   | S 35–17 |
| 5                 | Chicago Bears          | V 42–38 |
| 6                 | Detroit Lions          | S 27–24 |
| 7                 | at San Francisco 49ers | V 42–34 |
| 8                 | Chicago Cardinals      | V 28–17 |
| 9                 | at New York Giants     | V 17–16 |
| 10                | at Chicago Bears       | S 24–13 |
| 11                | Baltimore Colts        | S 22–21 |
| 12                | Green Bay Packers      | V 35–27 |

## Classifiche
| NFL Western Conference |   |   |   |      |       |     |     |     |
|                        | V | S | P | %    | CONF  | PF  | PS  | STR |
| Detroit Lions          | 9 | 2 | 1 | .818 | 8–2   | 337 | 189 | V1  |
| Chicago Bears          | 8 | 4 | 0 | .667 | 7–3   | 301 | 279 | V4  |
| San Francisco 49ers    | 7 | 4 | 1 | .636 | 5–4–1 | 313 | 251 | V2  |
| Los Angeles Rams       | 6 | 5 | 1 | .545 | 4–5–1 | 314 | 285 | V1  |
| Green Bay Packers      | 4 | 8 | 0 | .333 | 3–7   | 234 | 251 | S4  |
| Baltimore Colts        | 3 | 9 | 0 | .250 | 2–8   | 131 | 279 | S1  |

Nota: I pareggi non venivano conteggiati ai fini della classifica fino al 1972.